# Джаны-Акман
Джаны-Акман (кирг. Жаңы-Акман) — село в Базар-Коргонском районе Джалал-Абадской области Кыргызстана. Административный центр Акманского айылного аймака.

## География
Село расположено в юго-восточной части области, на северном берегу Базар-Коргонского водохранилища, на расстоянии приблизительно 5 километров (по прямой) к юго-востоку от города Базар-Коргон, административного центра района. Абсолютная высота — 739 метров над уровнем моря.

## Население
Согласно оценочным данным Национального статистического комитета Кыргызской Республики, численность населения села на начало 2023 года составляла 4056 человек.
| год     | 2009 | 2014 | 2015 | 2020 | 2021 | 2023 |
| ------- | ---- | ---- | ---- | ---- | ---- | ---- |
| человек | 2442 | 2906 | 2971 | 3711 | 3789 | 4056 |